# American Federation of State, County and Municipal Employees
L'American Federation of State, County and Municipal Employees (AFSCME) est l'un des plus importants syndicats américain avec plus de 1,4 million de membres, principalement des employés des gouvernements locaux ou fédéraux et de la santé.
Avec d'autres syndicats et coalitions de gauche, elle a préféré soutenir Bill Halter lors de l'élection sénatoriale de 2010 en Arkansas, contre la sénatrice sortante Blanche Lincoln, représentante de l'aile droite du Parti démocrate.